# Distichophyllum lingulatum
Distichophyllum lingulatum är en bladmossart som beskrevs av Edwin Bunting Bartram 1937. Distichophyllum lingulatum ingår i släktet Distichophyllum och familjen Hookeriaceae. Inga underarter finns listade i Catalogue of Life.